# ヘルミニウス氏族
ヘルミニウス氏族 (ラテン語: Gens Herminia) は、古代ローマのパトリキの氏族のひとつ。共和政ローマの最初期に執政官を数人出した。

## メンバー
- ティトゥス・ヘルミニウス・アクィリヌス：紀元前506年の執政官[1]
- ラルス・ヘルミニウス・コリティネサヌス：紀元前448年の執政官。スプリウスとも[2]